# 죽진항
죽진항은 경상북도 울진군 울진읍 연지3리에 있는 어항이다. 2005년 10월 19일 어촌정주어항으로 지정하여 관리하고 있다. 시설관리자는 울진군수이다.

## 어항 시설
- 방파제, 방사제, 물양장

## 주요 어종
- 오징어, 가자미, 숭어, 양미리, 퉁수(울진대게, 울진송이)